# Saue vald
Saue vald is een gemeente in de Estische provincie Harjumaa. De gemeente telde 26.079 inwoners op 1 januari 2024 en heeft een oppervlakte van 628,44 vierkante kilometer. De hoofdplaats is de stad Saue.
De gemeente met haar huidige omvang ontstond in oktober 2017, toen de stadsgemeente Saue en de landgemeenten Kernu en Nissi bij de bestaande gemeente Saue vald werden gevoegd.

## Plaatsen
De gemeente heeft:
- één plaats met de status van stad (Estisch: linn): Saue;
- drie plaatsen met de status van vlek (Estisch: alevik): Laagri, Riisipere en Turba;
- 50 plaatsen met de status van dorp (Estisch: küla): Ääsmäe, Aila, Allika, Alliku, Aude, Ellamaa, Haiba, Hingu, Hüüru, Jaanika, Jõgisoo, Kaasiku, Kabila, Kernu, Kibuna, Kiia, Kirikla, Kivitammi, Kohatu, Koidu, Koppelmaa, Kustja, Laitse, Lehetu, Lepaste, Madila, Maidla, Metsanurga, Mõnuste, Munalaskme, Mustu, Muusika, Nurme, Odulemma, Pällu, Pärinurme, Pohla, Püha, Ruila, Siimika, Tabara, Tagametsa, Tuula, Ürjaste, Valingu, Vanamõisa, Vansi, Vatsla, Vilumäe en Viruküla.

## Foto's

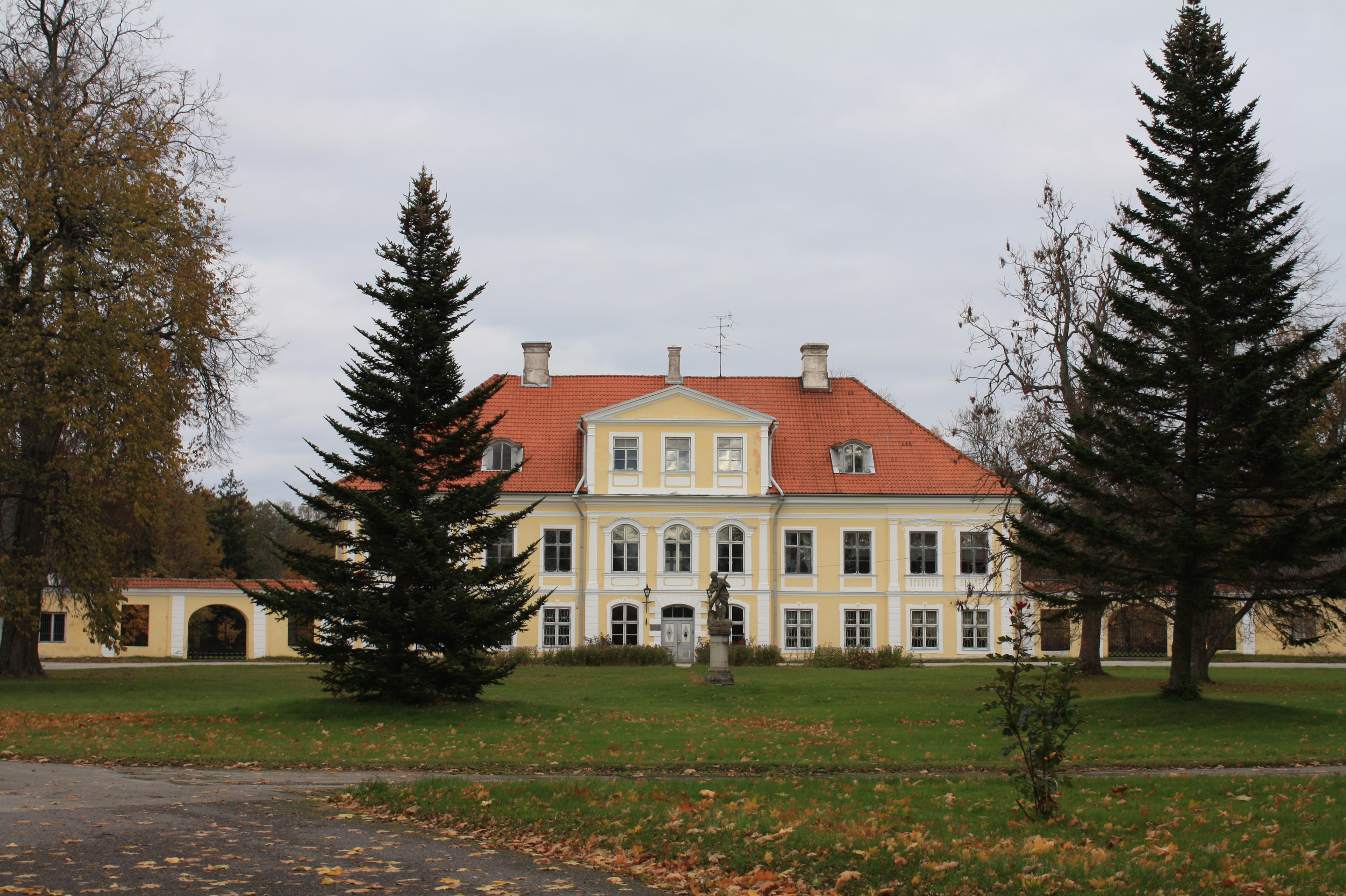
Het landhuis van Saue (stad)
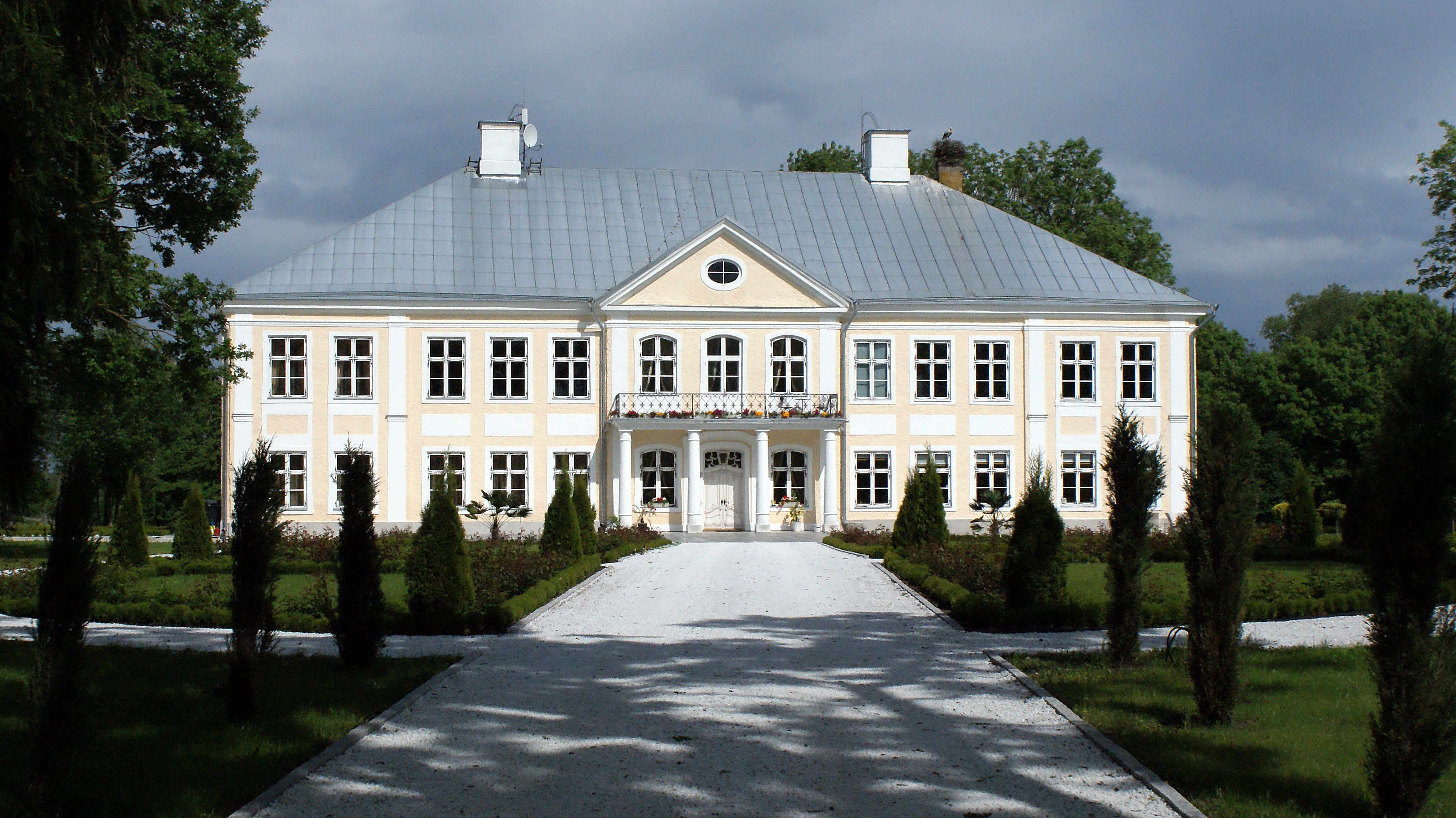
Het landhuis van Ääsmäe
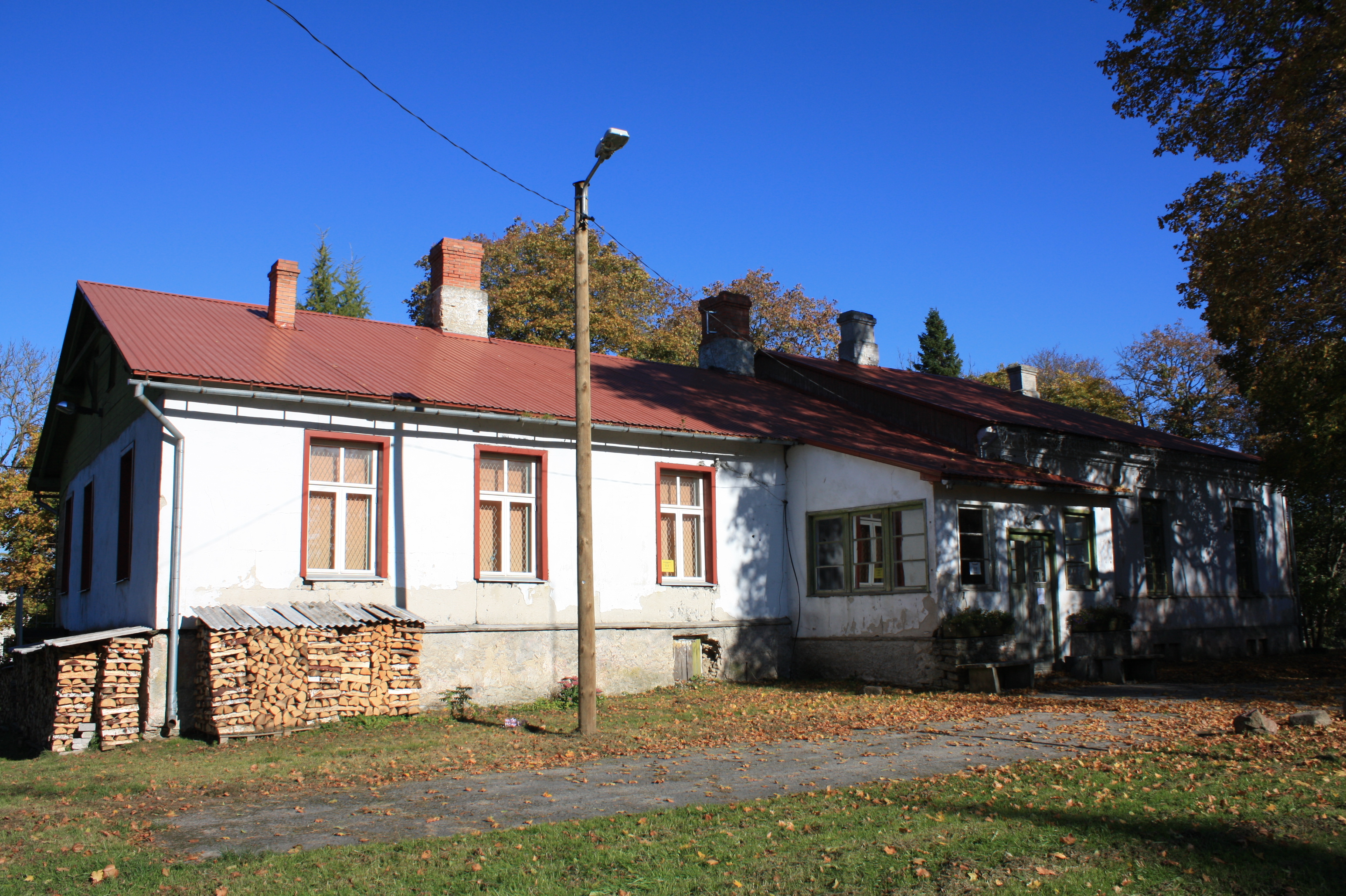
Het landhuis van Hüüru
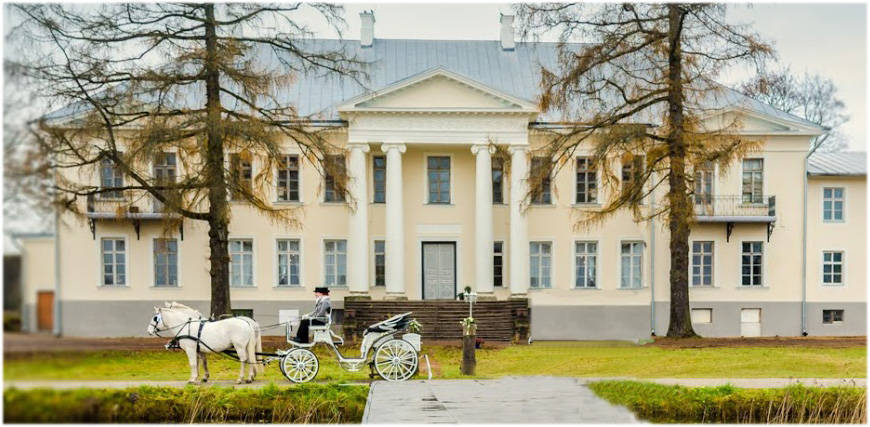
Het landhuis van Kernu
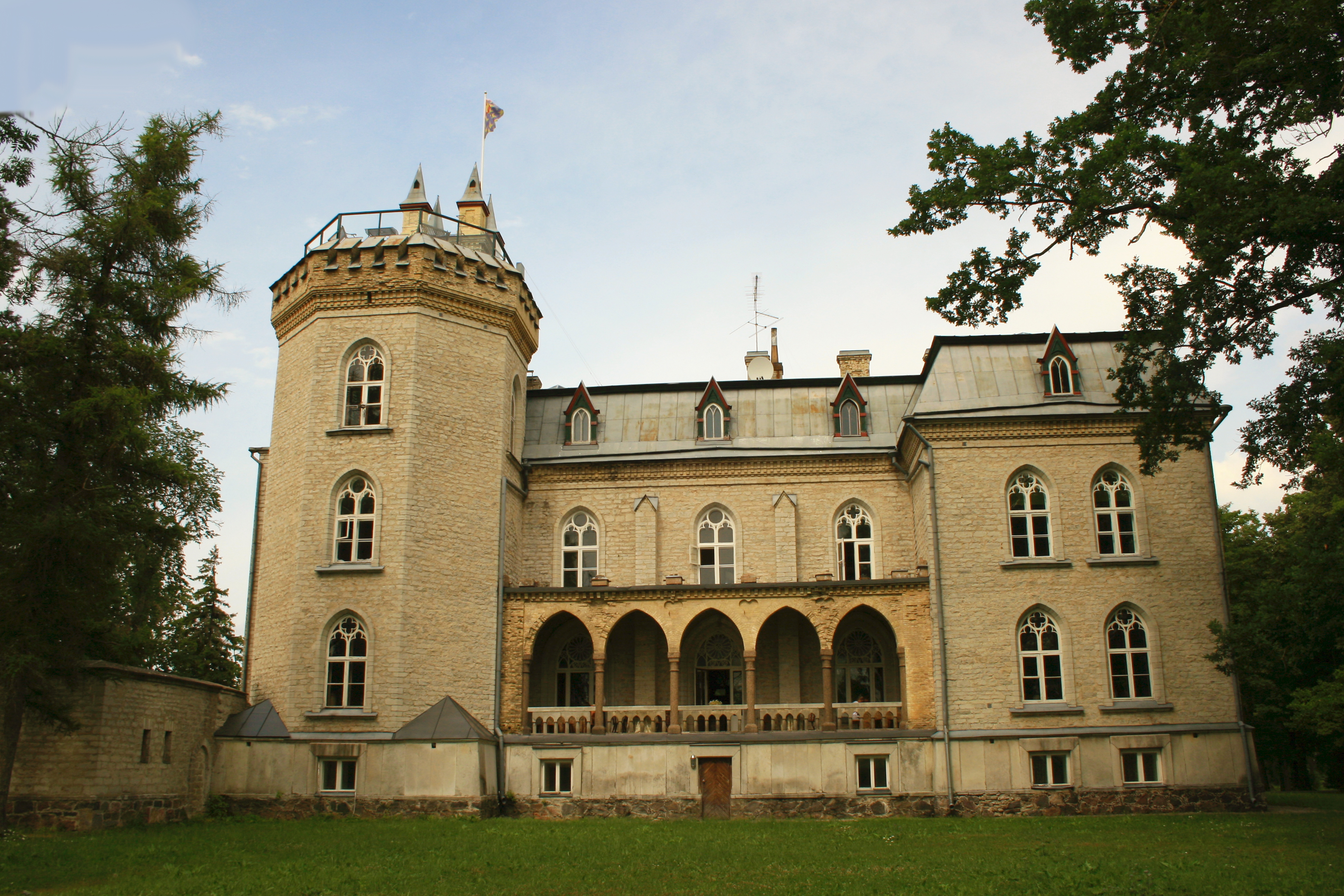
Het landhuis van Laitse
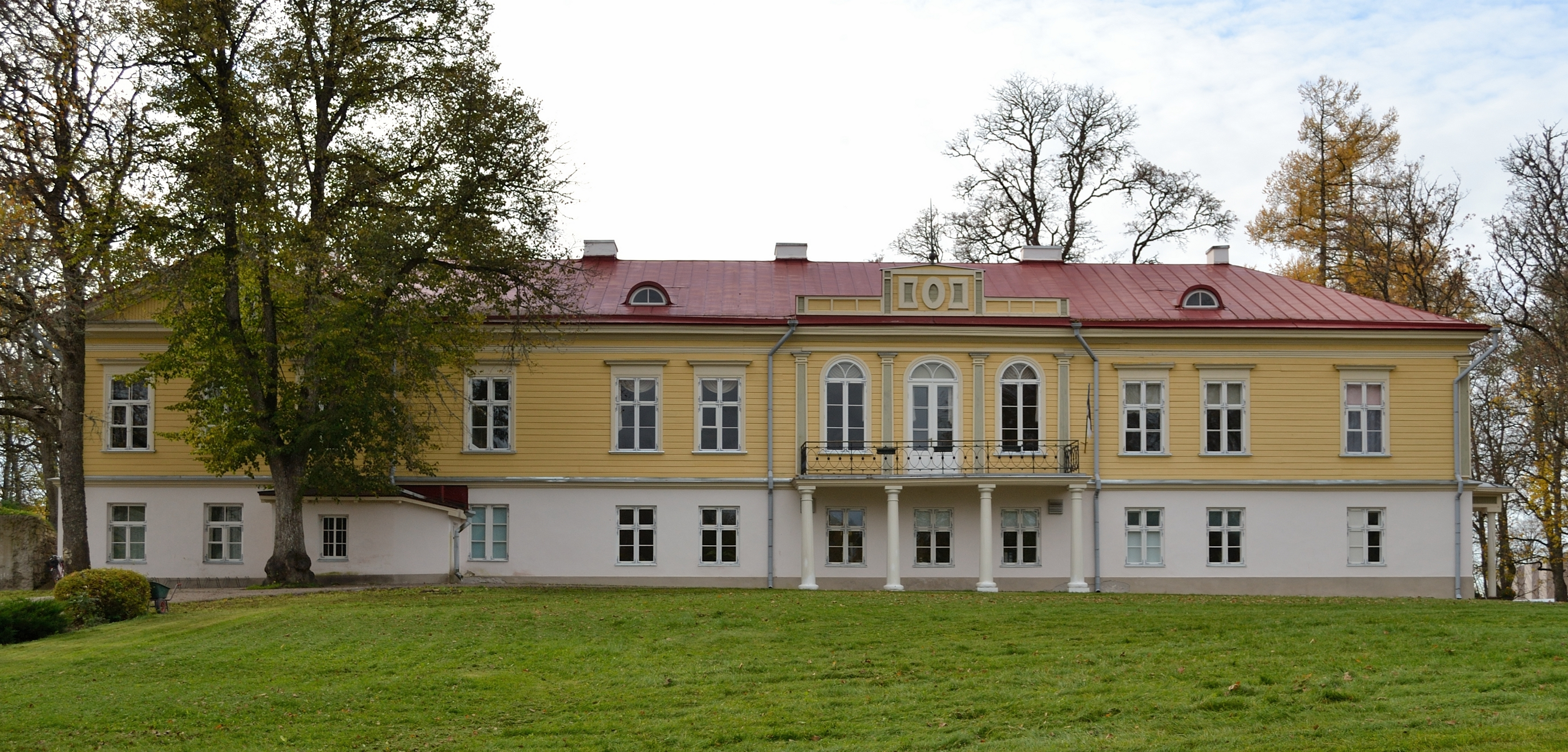
Het landhuis van Ruila

Stadsgemeenten: Keila · Loksa · Maardu · Tallinn

Landgemeenten: Anija · Harku · Jõelähtme · Kiili · Kose · Kuusalu · Lääne-Harju · Raasiku · Rae · Saku · Saue vald · Viimsi